# 土橋里木
土橋 里木 （つちはし りき、明治38年（1905年）1月4日） - 平成10年（1998年）11月25日）は、山梨県出身の郷土史家。民俗学、口承文芸研究者。本名は土橋 力。 

## 略歴
山梨県西八代郡上九一色村古関（現在の甲府市古関町）に、父「喜一」、母「かん」の長男として生まれる。上九一色尋常小学校を経て、1922年（大正11年）に山梨県立甲府中学校（現在の山梨県立甲府第一高等学校）を卒業する。同年、父親が第四代局長を務める上九一色郵便局に勤務する。上九一色郵便局は1874年（明治7年）7月に開局し、里木の曽祖父である土橋助右衛門は初代局長を務めている。
昭和23年（1948年）に里木は五代目の上九一色郵便局長となり、昭和48年（1973年）に退官する。日本民俗学会評議員、山梨郷土研究会理事、峡南郷土研究会会長、上九一色村文化財審議委員会会長を務めていた。昭和52年（1977年）には第一回野口賞（郷土研究部門）を受賞している。

## 著作
- 『甲斐昔話集』郷土研究社　昭和5年(1930年)刊
- 『続甲斐昔話集』郷土研究社 昭和11年(1936年)刊
- 『甲斐伝説集』山梨民俗の会 昭和28年(1953年)刊
- 『富士北麓昔話集』山梨民俗の会 昭和32年(1957年)刊
- 『日本の民俗19 山梨』第一法規 昭和49年(1974年)刊
- 『甲斐の伝説』第一法規　昭和50年(1975年)刊
- 『日本の伝説10 甲斐の伝説』角川書店 昭和51年(1976年)刊
- 『全国昔話資料集成16 甲斐昔話集』岩崎美術社 昭和51年(1976年)刊
- 『甲斐の民話』未来社 昭和52年(1977年)刊
- 『山梨県の民話と伝説』有峰書店 昭和54年(1979年)刊
- 『山峡』（歌集）城北書房 昭和56年(1981年)刊
- 『早春』（歌集） 昭和58年(1983年)刊
- 『わらべ唄研究ノート 山梨県上九一色村の童謡と童戯』山梨ふるさと文庫 昭和62年(1987年)刊
- 『山村夜譚』近代文芸社 平成5年(1993年)刊
- 『渓流』（歌集）近代文芸社 平成7年(1995年)刊